# UFC Fight Night: Mousasi vs. Hall 2
UFC Fight Night: Mousasi vs. Hall 2 (også kendt som UFC Fight Night 99) var et MMA-stævne, produceret af Ultimate Fighting Championship, der blev afholdt den 19. november 2016 i The SSE Arena i Belfast i Nordirland.

## Baggrund
Stævnet var det andet som organisationen afholdte i Nordirland, efter at det første UFC 72, blev afholdt i 2007.
En weltervægtkamp mellem udfordrene Dong Hyun Kim og Gunnar Nelson skulle have været stævnets hovedattraktion. Men den 21. oktober blev det offentliggjort at Nelson havde meldt afbud på grund af en skade og kampen blev aflyst Til gengæld blev en mellemvægts-rematch mellem tidligere Strikeforce-letsværvægts-mester Gegard Mousasi og Uriah Hall offentliggjort som den nye hovedkamp. De kæmpede tidligere mod hinanden i september 2015 ved UFC Fight Night: Barnett vs. Nelson hvor Hall vandt via TKO i 2. omgang, hvilket var anset som en store overraskelse.
Ved indvejningen, vejde Zak Cummings ind på 172.8 pund, næsten 2 pund over weltervægtgrænsen på 171 pund. Dette resulterede i at Cummings som bøde måtte betale 20% af sin løn til modstanderen Alexander Yakovlev og kampen blev kæmpet i catchweight.
Danske Anna Elmose kæmpede sin anden UFC-kamp i karrieren hvor hun mødte amerikanske Amanda Cooper, som hun tabte til på en enstemmig afgørelse med dommerstemmerne 30–27, 29–28, 29–28. Dette blev den sidste kamp Elmoses karriere.

## Bonus awards
De følgende kæmpere blev belønnet med $50,000 bonuser:
- Fight of the Night: Ingen
- Performance of the Night: Jack Marshman, Kevin Lee, Justin Ledet og Abdul Razak Alhassan

## International tv-transmittering
| Land    | Tv-kanal         |
| ------- | ---------------- |
| Denmark | Viaplay Fighting |
| Norway  | Viaplay Fighting |
| Sweden  | Viaplay Fighting |